# Hans Vinjarengen
Hans Vinjarengen (ur. 20 sierpnia 1905 w Nordre Land, zm. 1 lutego 1984 w Oslo) – norweski dwuboista klasyczny, dwukrotny medalista olimpijski oraz czterokrotny medalista mistrzostw świata.

## Kariera
Uczestniczył w zawodach w latach 20. i 30. XX wieku. Zdobył indywidualnie srebrny medal na igrzyskach olimpijskich w Sankt Moritz w 1928 roku oraz brązowy medal na igrzyskach w Lake Placid cztery lata później.
Vinjarengen zdobył także cztery medale mistrzostw świata: złote na mistrzostwach świata w Zakopanem w 1929 roku oraz rok później na mistrzostwach w Oslo, a także dwa brązowe: na mistrzostwach świata w Sollefteå w 1934 roku oraz mistrzostwach w Lahti w 1938 roku.
Wygrywał zawody w kombinacji podczas Holmenkollen Ski Festival w 1930 i 1933 roku, a w latach 1929 i 1934 był mistrzem kraju. Za swoje osiągnięcia sportowe Hans Vinjarengen został nagrodzony w 1931 roku medalem Holmenkollen razem ze swoim rodakiem Ole Stenenem.

## Osiągnięcia

### Igrzyska olimpijskie
| Miejsce | Dzień     | Rok  | Miejscowość  | Konkurencja   | Wynik zwycięzcy | Strata    | Zwycięzca            |
| ------- | --------- | ---- | ------------ | ------------- | --------------- | --------- | -------------------- |
| 2.      | 18 lutego | 1928 | Sankt Moritz | Indywidualnie | 17,833 pkt      | 2,531 pkt | Johan Grøttumsbråten |
| 3.      | 11 lutego | 1932 | Lake Placid  | Indywidualnie | 446,00 pkt      | 11,40 pkt | Johan Grøttumsbråten |

### Mistrzostwa świata
| Miejsce | Dzień     | Rok  | Miejscowość | Konkurencja   | Wynik zwycięzcy | Strata    | Zwycięzca        |
| ------- | --------- | ---- | ----------- | ------------- | --------------- | --------- | ---------------- |
| 1.      | 5 lutego  | 1929 | Zakopane    | Indywidualnie | 452,10 pkt      | –         | –                |
| 1.      | 27 lutego | 1930 | Oslo        | Indywidualnie | 446,00 pkt      | –         | –                |
| 3.      | 20 lutego | 1934 | Sollefteå   | Indywidualnie | 441,90 pkt      | 25,20 pkt | Oddbjørn Hagen   |
| 3.      | 27 lutego | 1938 | Lahti       | Indywidualnie | 432,60 pkt      | 21,40 pkt | Olaf Hoffsbakken |